# (8360) 1990 FD1
(8360) 1990 FD1 là một tiểu hành tinh vành đai chính. Nó được phát hiện bởi Atsushi Sugie ở Dynic Astronomical Observatory Nhật Bản, ngày 26 tháng 3 năm 1990.